# Duda-Epureni
Duda-Epureni es una comuna ubicada en el distrito de Vaslui, Rumania.

## Superficie
Posee una superficie de 73,95 kilómetros cuadrados.

## Demografía
Hasta 2021 la población era de 3324 habitantes, con una densidad de población de 44,95 habitantes por kilómetro cuadrado.